# Acalypha brittonii
Acalypha brittonii é uma espécie de flor do gênero Acalypha, pertencente à família Euphorbiaceae.